# Уоттс, Эйвери
Эйвери Аллан Уоттс (англ. Avery Allan Watts; 17 октября 1981, Портленд, Орегон, США) — американский рок-музыкант-мультиинструменталист, продюсер, предприниматель. Известен как участник одноимённой панк-группы.

## Биография
Эйвери Уоттс родился 17 октября 1981 года в городе Портленд, штат Орегон в семье австро-германского происхождения. С детства он увлекался экстремальным спортом и кинематографом. На восемнадцатилетие родители подарили ему первую электрогитару. Через полгода Эйвери собрал свою панк-группу, назвав её своим именем, так как занимал в ней лидирующую позицию: он писал тексты, создавал музыку и продюсировал группу. В 2001 году группа перебирается в Абботсфорд, (Британская Колумбия, Канада), где подписывается на лейбл LS Records. Тогда выходит и их первый альбом — A Town Punks. После недолгих выступлений в Канаде группа переезжает в Лос-Анджелес, где в 2003 году выходит второй альбом Seeing is Believing. На волне успеха группа даёт концерты, однако лишь в пределах родного штата Орегон. В 2007 году группа распалась, и Уоттс решил начать сольную карьеру. В 2009 году на лейбле он выпускает свой демо-мини-альбом The Takeover EP, включающий в себя 5 песен. 10 октября 2011 года на лейбле Pulse Records выходит дебютный студийный альбом Уоттса The Takeover. В альбоме также присутствует множество других музыкантов, исполняющих песни вместе с Уоттсом. 11 ноября 2011 года выходит инструментальная версия альбома под названием Voiceless: Vol. 1.

## Дискография

### В составе группы
- A Town Punks (2001)
- Seeing is Believing (2003)

### Сольная карьера
Студийные альбомы
- The Takeover (2011)

Мини-альбомы
- The Takeover EP (2009)

Инструментальные альбомы
- Voiceless: Vol. 1 (2011)

Синглы
- «A Cut Above (Remix)»
- «Our World»
- «Enough»
- «Right Now»